# Franz Karl Auersperg
Fra′ Franz Karl Mater Formosa Prinz von Auersperg (* 26. Juli 1935 in Haindorf, Tschechoslowakei; † 26. Jänner 2008) war ein österreichischer Politiker und Gewerkschafter.

## Leben
Franz Karl Auersperg wurde 1935 als vorletztes von acht Kindern von Prinz Eduard Rupert von Auersperg und Prinzessin Sophie, geb. Gräfin von Clam-Gallas geboren. Er war der Enkel des Grafen Franz Clam-Gallas. Nach der Vertreibung aus der Tschechoslowakei flüchtete die Familie zu seinem Großvater Fürst Eduard von Auersperg. Dort besuchte er die Volksschule in St. Pankraz am Haunsberg bei Weitwörth und anschließend das Stiftsgymnasium Kremsmünster, das er 1955 mit der Matura beendete. Nach einem Studium der Rechtswissenschaft im Juridicum Wien war er ab 1966 bei der Firma Bunzl & Biach in Wien tätig und gehörte dort dem Betriebsrat an. Auersperg war Mitglied des Wiener Vorstandes der Fachgruppe Papier im Österreichischen Gewerkschaftsbund und der 
Bezirksparteileitung Wieden der ÖVP. Mehr als zehn Jahre war er stellvertretender Vorsitzender der Paneuropa-Union Österreich.

## Ordensleben
1951 wurde Auersperg in den Malteserorden aufgenommen. Am 17. Oktober 1992 legte er in der Kirche von Schloss Mailberg seine Ewigen Gelübde ab und wurde Justizritter. 1999 wurde er in den Stand eines Großkreuz-Justizritters erhoben. Er war Mitglied des Kapitels des Großpriorates von Österreich.